# Neville Poponeață

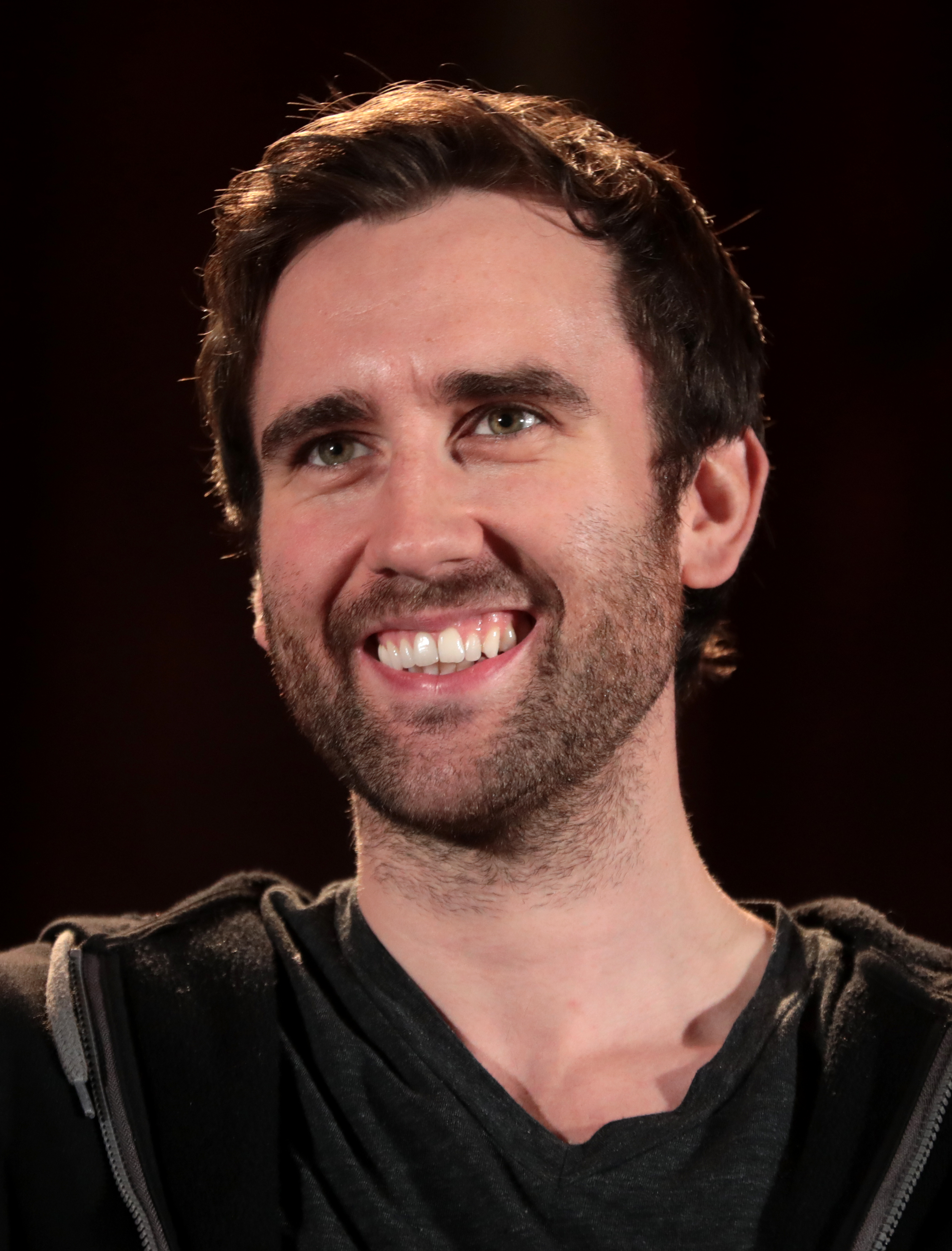
Actorul Matthew Lewis vorbind la Phoenix Fan Fusion, 2019, Arizona.

Neville Longbottom este un personaj fictiv din seria Harry Potter de J.K. Rowling și este interpretat de actorul Matthew Lewis.

## Descriere
Neville Poponeață este un băiat grăsuț, cu ochi căprui care nu se compară în greutate cu vărul lui Harry, Dudley.
Neville este un băiat timid, sensibil și prea fricos pentru casa Cercetașilor, însă Jobenul Magic a considerat că nu oricine are curajul de a trăi cu bunica, în timp ce părinții sunt la spitalul St. Mungo blestemați de însuși Cap-de-Mort. Acesta împarte camera cu Harry Potter, Ron Weasley, Seamus Finnigan și Dean Thomas. Nu este în stare să facă nimic la ore (cu excepția Ierbologiei) și orele de Poțiuni, cu profesorul Plesneală e un adevărat coșmar (ca și pentru Harry). Încurcă poțiunile de nici însuși maestrul poțiunilor magice, Plesneală, nu reușește să le dea de capăt. De multe ori, când trebuia să facă o poțiune, ba avea o culoare diferită de cea normală, ba și mai rău se întărea ca cimentul și rămânea lipită pe fundul cazanului. De multe ori primește obiecte de la bunica lui cum ar fi obiecte care să îi aducă aminte de lucruri de care a uitat. De multe ori uită parola casei Cercetașilor și rămânea afară până când cineva venea și îi spunea parola. De multe ori a scris parolele pe bilețele pentru a le ține minte, însă mereu le pierdea și intra în bucluc.